# چلسی کلینتون
چلسی ویکتوریا کلینتون (به انگلیسی: Chelsea Victoria Clinton))) (زاده ۲۷ فوریه ۱۹۸۰) (تنها فرزند رئیس‌جمهور سابق آمریکا بیل کلینتون و وزیر امورخارجه پیشین آمریکا هیلاری رودهام کلینتون است. او فارغ‌التحصیل دانشگاه استانفورد است.
چلسی متولد لیتل راک، آرکانزاس است و والدین او نامش را از نام ترانه‌ای به نام «صبح چلسی» الهام گرفته‌اند.

## زندگی شخصی
هنگامی که بیل کلینتون در سال ۱۹۹۳، به عنوان رئیس‌جمهوری آمریکا وارد کاخ سفید شد، چلسی کلینتون تنها دوازده سال داشت و از آن موقع تا کنون مردم آمریکا کوچکترین حرکات او را تحت نظر داشته و مطالب دربارهٔ او را با علاقه در رسانه‌ها دنبال می‌کنند.
داماد خانواده کلینتون که مدت‌ها دوست چلسی بود، مارک مزوینسکی (Marc Mezvinsky)، نام دارد که که در یک بانک سرمایه‌گذاری صندوق پوشش ریسک در واشینگتن دی سی کار می‌کند. او که در سنت یهودی محافظه کار پرورش یافته فرزند دو عضو سابق کنگره آمریکا، ادوارد و مارجوری مزوینسکی است. گفته می‌شود بین سه تا پنج میلیون دلار خرج عروسی او شد. محل عروسی یک کاخ ییلاقی در منطقه راینبک در دره هودسن بود. اوپرا وینفری، مجری سرشناس یک برنامه تلویزیونی در آمریکا و استیون اسپیلبرگ، کارگردان سینما از جمله ۵۰۰ مدعو جشن عروسی چلسی کلینتون بودند.
چلسی در سپتامبر سال ۲۰۱۴ یک دختر به نام شارلت کلینتون مزوینسکی و در ژوئن سال ۲۰۱۶ یک پسر به نام ایدن کلینتون مزوینسکی به دنیا آورد.